# Referendum abrogativi a San Marino del 2014
I referendum abrogativi sammarinesi del 2014 sono due consultazioni referendarie che si sono svolte a San Marino il 25 maggio 2014.
Agli elettori è stato chiesto di esprimersi sulla legge n. 150 del 29 ottobre 2013, relativa all'esercizio della libera professione medica, e sul decreto legge n. 151 del 29 ottobre 2013 contenente alcune modifiche alla legge istitutiva della previdenza complementare.
È stato il primo referendum con il quorum del 25% invece che del 32%.

## Primo quesito
Il primo quesito riguarda la possibilità per i medici operanti nel settore pubblico di svolgere anche la libera professione al di fuori dell'orario di lavoro. Il quesito sarà:

### Sì
- Movimento Civico10
- Movimento Civico R.E.T.E.
- Sinistra Unita
- Partito Socialista

### No
- Partito Democratico Cristiano Sammarinese
- Partito dei Socialisti e dei Democratici
- Noi Sammarinesi
- Alleanza Popolare
- Confederazione Sammarinese del Lavoro
- Confederazione Democratica dei Lavoratori Sammarinesi

#### Risultati per castello
| RISULTATI PER CASTELLO | SÌ     | NO     | AFFLUENZA |
| Città di San Marino    | 79,13% | 20,87% | 61,90%    |
| Acquaviva              | 85,94% | 14,06% | 63,81%    |
| Borgo Maggiore         | 81,33% | 18,67% | 60,19%    |
| Chiesanuova            | 73,94% | 26,06% | 65,58%    |
| Domagnano              | 77,91% | 22,09% | 63,57%    |
| Faetano                | 80,48% | 19,52% | 63,30%    |
| Fiorentino             | 81,46% | 18,54% | 62,92%    |
| Montegiardino          | 77,69% | 22,31% | 60,98%    |
| Serravalle             | 78,26% | 21,74% | 60,83%    |
| San Marino             | 79,62% | 20,38% | 61,70%    |
| Esteri                 | 75,52% | 24,48% | 4,32%     |
| TOTALE                 | 79,48% | 20,52% | 42,15%    |

| Sì 11026 (79,48%) |  |  | No 2847 (20,52%) |
| ▲                 |  |  |                  |

## Secondo Quesito
Il secondo quesito riguarda il decreto legge che ha modificato alcuni aspetti sostanziali relativi a FondISS, il fondo di previdenza complementare istituito nel 2011. Tra le novità introdotte figura anche la possibilità di esternalizzare numerosi aspetti della gestione. Il quesito sarà:

### Sì
- Movimento Civico10
- Movimento R.E.T.E.
- Sinistra Unita

### No
- Partito Democratico Cristiano Sammarinese
- Partito dei Socialisti e dei Democratici
- Noi Sammarinesi
- Alleanza Popolare
- Confederazione Sammarinese del Lavoro
- Confederazione Democratica dei Lavoratori Sammarinesi

#### Risultati per castello
| RISULTATI PER CASTELLO | SÌ     | NO     | AFFLUENZA |
| Città di San Marino    | 78,24% | 21,76% | 61,90%    |
| Acquaviva              | 83,01% | 16,99% | 63,81%    |
| Borgo Maggiore         | 81,06% | 18,94% | 60,19%    |
| Chiesanuova            | 72,85% | 27,15% | 65,58%    |
| Domagnano              | 75,80% | 24,20% | 63,57%    |
| Faetano                | 76,83% | 23,17% | 63,30%    |
| Fiorentino             | 80,51% | 19,49% | 62,92%    |
| Montegiardino          | 75,65% | 24,35% | 60,98%    |
| Serravalle             | 76,45% | 23,55% | 60,83%    |
| San Marino             | 78,16% | 21,84% | 61,70%    |
| Esteri                 | 74,74% | 25,26% | 4,32%     |
| TOTALE                 | 78,04% | 21,96% | 42,15%    |

| Sì 10881 (78,04%) |  |  | No 3061 (21,96%) |
| ▲                 |  |  |                  |